# Білл Нельсон
Клеренс Вільям «Білл» Нельсон (англ. Clarens William «Bill» Nelson; нар. 29 вересня 1942, Маямі, Флорида) — американський політик і колишній астронавт. Здійснив один космічний політ на шатлі: STS-61-C (1986, «Колумбія»), інженер, сенатор від штату Флорида. Належить до Демократичної партії.

## Життєпис
Білл Нельсон народився 29 вересня 1942 року в Маямі, Флорида. Він — єдина дитина в сім'ї Нанні Мерле (уроджена Нельсон) і Кларенса Вільяма Нельсона.

### Освіта
- У 1960 році закінчив середню школу (Melbourne High School) в місті Мельбурн, штат Флорида.
- У 1960 році Нельсон вступив до Університету Флориди, потім перевівся в Єльський університет (Yale University), який закінчив у 1965 році, отримавши ступінь бакалавра з політології.
- У 1968 році отримав ступінь доктора права, закінчивши юридичний факультет Університету Вірджинії (University of Virginia Law School).

### Служба в армії та початок політичної кар'єри
У 1965 році вступив в резерв армії США. З 1968 по 1970 рік провів на дійсній військовій службі. До 1971 року знову залишався в резерві. Нельсону було присвоєно звання капітан. У 1968 році Нельсон був прийнятий в колегію адвокатів Флориди, і з 1970 року почав практикувати в Мельбурні. У 1971 році він став помічником губернатора Рейбіна Аскью по законодавству. У 1972 році Нельсон був обраний до Палати представників від Флориди. Був переобраний в 1974 і 1976 роках. У 1978 році Нельсона переобрали в Палату представників США. Служив в Палаті з 1979 по 1991 рік.

## Політ в космос
У 1984 році Білл Нельсон взяв участь в оголошеній програмі «Політик в космосі» і через два роки став другим членом Конгресу (і першим членом Палати представників), який побував у космосі. Він пройшов навчання в НАСА з сенатором Джейком Гарном від Юти.
Білл Нельсон як спеціаліст з корисного навантаження став членом екіпажу космічного човна «Колумбія», здійснив політ за програмою STS-61C з 12 по 18 січня 1986. Одним із завдань експедиції було виведення на орбіту американського супутника Satcom-K1. В рамках одного з експериментів, який був названий «Програма активного спостереження за кометою Галлея», передбачалося фотографування цієї комети 35-міліметровою камерою через верхнє вікно в кормовій частині польотної палуби. Але цей експеримент не був виконаний через проблеми з акумуляторною батареєю камери.
Загальна тривалість польотів у космос склала 6 діб 2 години 5 хвилин.
У 1988 році Нельсон опублікував книгу про свій досвід польоту: An American Congressman's Voyage to Space.

## Подальша політична кар'єра
У 1990 році Нельсон безуспішно балотувався від демократичної партії на посаду губернатора Флориди.
У 1992 році програв губернаторські вибори у Флориді. У листопаді 2000 року переміг (з 44 % голосів) на виборах в Сенат від штату Флорида. З 2008 року очолив підкомітет Сенату, здійснює нагляд за діяльністю НАСА. У 2018 програв перевибори в Сенат діючому губернатору-республіканцю Ріку Скотту.
З 2019 року входив до консультативної ради NASA.
Нельсон схвально віднісся до призначення колишнього віце-президента Джо Байдена Президентом Сполучених Штатів у 2020 році.
30 квітня 2021 року Сенат США одноголосно затвердив Нельсона главою NASA.

## Особисте життя
У 1972 році Нельсон одружився з Грейс Каверт. Подружжя має двох дітей: Білл Нельсон-молодший і Нан Еллен Нельсон.

## Нагороди
- Медаль «За космічний політ» (1986).